# Макс Гешвілль
Макс Гешвілль (нім. Max Geschwill, нар. 7 липня 2001, Швебіш-Галль, Німеччина) — німецький футболіст, захисник клубу «Гольштайн».

## Ігрова кар'єра

### Клубна
Влітку 2013 року Макс Гешвілль приєднався до молодіжної команди клубу «Гоффенгайм 1899», де пройшов через всі рівні юнацьких та молодіжних команд. Також брав участь у Юнацькій лізі УЄФА. Перед сезоном 2020/21 футболіста перевели до другої команди «Гоффенгайму» в Регіональній лізі. У січні 2021 року Гешвілль чотири рази був у заявці першої команди на матчі Бундесліги, але на поле не виходив.
Влітку 2023 року Гешвілль як вільний агент перейшов до клубу «Зандгаузен», в складі якого дебютував на професійному рівні у матчі Ліги 3 проти «Любека».
Перед сезоном 2024/25 Гешвілль приєднався до складу «Гольштайна», який вперше в своїй історії вийшов до Бундесліги. 31 серпня 2024 року у поєдинку проти «Вольфсбурга» Гешвілль зіграв свою першу гру в елітному дивізіоні Німеччини. 5 жовтня футболіст забив перший гол в Бундеслізі у ворота «Баєр 04».